# Thalassodes sapoliaria
Thalassodes sapoliaria là một loài bướm đêm trong họ Geometridae.